# Seitenmarke
Seitenmarke ist ein Begriff aus der Drucktechnik. Er bezeichnet eine mechanische Baugruppe, die einen in die Druckmaschine einlaufenden Papierbogen seitlich, quer zur Bogenlaufrichtung exakt ausrichtet. Nach der Fogra-Norm wird eine Genauigkeit von 0,015 mm gefordert.
Der vom Bogenanleger kommende Bogen wird zunächst an den Vordermarken zum Stillstand gebracht und dann mittels der Seitenmarke gegen einen seitlichen Anschlag bewegt. Die seitliche Ausrichtung eines Druckbogens erfolgt an der Seitenmarke mit Hilfe von Schiebe- oder Ziehmarken. Darunter sind die Maschinenelemente zu verstehen, die vor der Bogenübergabe an die Druckwerke eine exakte Lage des Bogens sicherstellen.
Schiebemarken sind einfacher konstruiert und werden bei kleineren Druckformaten gegenüber Ziehmarken bevorzugt. Schiebemarken besitzen einen quer zur Transportrichtung wirkenden Schieber, der zur Ausrichtung des Bogens einige Millimeter seitlich gegen den Anschlag bewegt werden kann. Schnelllaufende, großformatige Maschinen sind allgemein mit Ziehmarken ausgestattet. Diese straffen die Vorderkante des Bogens und glätten gewellte Ränder. Ein quer zur Transportrichtung an der Vorderkante gestraffter Bogen lässt sich von den Greifersystemen präziser übergeben. In einer modernen Druckmaschine gibt es je eine Seitenziehmarke auf der linken und rechten Seite, die wahlweise betrieben werden.
Die Entwicklung von Sensoren und Aktuatoren ermöglicht es, den Bogen bei laufender Maschine auszumessen und zu positionieren. Ab 2004 werden Maschinen mit solchen Systemen zum Verkauf angeboten.